# أي هاشيموتو
أي هاشيموتو (橋本 愛 Hashimoto Ai، مواليد 12 يناير 1996) ممثلة وعارضة أزياء يابانية، عرفت بعد ظهورها في فيلم اعترافات في عام 2010.  وتألقت في فيلم كيريشيما، اعتزل أنشطة النادي في عام 2012، والتي نالت جوائز وجه جديد من قبل جائزة أكاديمية اليابان وكينيما جونبو. ظهرت أيضا في فيلم ساداكو 3 دي.

## روابط خارجية
- Official Site (باليابانية)
- أي هاشيموتو على موقع IMDb (الإنجليزية)
- أي هاشيموتو على موقع روتن توميتوز (الإنجليزية)
- أي هاشيموتو على موقع ألو سيني (الفرنسية)
- أي هاشيموتو على موقع ميوزك برينز (الإنجليزية)
- أي هاشيموتو على موقع أول موفي (الإنجليزية)
- أي هاشيموتو على موقع قاعدة بيانات الفيلم (الإنجليزية)
- أي هاشيموتو على موقع ANN person (الإنجليزية)